# Добринское сельское поселение (Воронежская область)
Добринское сельское поселение — муниципальное образование в Таловском районе Воронежской области.
Административный центр — посёлок Козловский.

## Административное деление
В состав поселения входят:
- посёлок Козловский,
- посёлок Видный,
- посёлок Новоградский,
- посёлок Новый Путь,
- посёлок Центральный.